# 肯塔基美國水務公司
肯塔基美國水務公司（英語：Kentucky American Water）是肯塔基州一家投資者所有的公用事業公司，為14個縣部分地區的50多萬人提供服務。肯塔基美國水務公司是美國水務公司的子公司，美國水務公司的總部位於新澤西州肯頓。
該公司成立於1882年，前身為列克星敦液壓和製造公司，於1922年更名為列克星敦自來水公司，並於1973年更名為現名。